# Белотинц (Арад)
Белотинц (рум. Belotinț) насеље је у Румунији у округу Арад у општини Коноп. Oпштина се налази на надморској висини од 141 m.

## Прошлост
Аустријски царски ревизор Ерлер је 1774. године констатовао да место припада Лповском округу и дистрикту. Становништво је било претежно влашко. Када је 1797. године пописан православни клир ту је био само један свештеник. Парох поп Јосиф Поповић (рукоп. 1778) се служио само румунским језиком.

## Становништво
Према подацима из 2002. године у насељу је живело 358 становника, од којих су сви румунске националности.